# Tolbrugkazerne
De Tolbrugkazerne was een kazerne in de binnenstad van 's-Hertogenbosch. De naam van de kazerne is afkomstig aan de straat Tolbrug waaraan het was gevestigd. De kazerne werd gebouwd in 1744. Er werden op verschillende plaatsen in de stad een aantal huizen opgekocht, waar de verschillende kazernes gebouwd werden. Naast de Tolbrugkazerne werden ook nog de Berewoutkazerne, De Mortel en de Sint-Jacobskazerne gebouwd.
De kazerne verloor rond 1900 zijn militaire functie. Dit was een gevolg van de slechte staat van het gebouw. In het gebouw kwam vervolgens een schoenfabriek, maar tijdens de Eerste Wereldoorlog werden er weer militairen gestationeerd. Na de bevrijding van 's-Hertogenbosch tijdens de Tweede Wereldoorlog verloor het gebouw definitief de functie van militairen en kwam er een kledingfabriek in. De laatste jaren van het bestaan van het gebouw heeft het dienstgedaan als een parkeergarage en was er een kledingfirma in gevestigd.
De kazerne is halverwege de jaren 1950 gesloopt.
De Tolbrugkazerne was gesitueerd op de plaats waar het stadsarchief en het Winkelcentrum Arena te vinden is. Dus aan de noordkant van de Tolbrugstraat. De Tolbrugkazerne is te zien op een maquette van 's-Hertogenbosch van 1794. Deze maquette is te zien in het Noordbrabants Museum.